# Hokus Pokus, dat kan ik ook
Hokus Pokus, dat kan ik ook was een Nederlands kinderprogramma dat van 28 maart 1956 tot en met 13 februari 1960 door de KRO werd uitgezonden.
Het verhaal speelde zich af in het huis van goochelaar en entertainer Adrie van Oorschot en zijn Chinese bediende Liang (Gerard Heystee). Alle mensen die bij Adrie van Oorschot over de vloer kwamen, kwamen kijken naar zijn vele trucjes of een verhaal vertellen. Enkele van de gasten die bij hem over de vloer kwamen waren omroepster Hannie Lips, buurjongetje Tommy Verstoep (Dick Bos), de Chinese uitvinder Hong Sjok (Lex Goudsmit), Abbetje Habbekuk die Liangs vriendinnetje uit Groenland was (Shireen Strooker), W.A. Stobbe (Lex Goudsmit), de kapper (Rens van Dorth), de scheerklanten (De 2 Kamé's), Notaris Blauwendraed (Herbert Joeks), Patterson (Rudi West), de politieagent (Joop Doderer) en de behanger (René van Vooren).
Er werden in totaal 48 afleveringen gemaakt en uitgezonden.
Het personage Liang kreeg later een spin-off: De Avonturen van Liang Wang Tsjang Tsjeng die van 13 maart 1960 tot en met 19 april 1961 werden uitgezonden.

## Bron
- WELLEMAN, Meerten, "Dag lieve kijkbuiskinderen: 75 jaar kinderprogramma's", A.J.G. Strengholt, 1999, blz. 25., www.waarkeekjijvroegernaar.nl/